# Cornubischer Batholith
Der Cornubische Batholith ist ein Batholith aus Granit, der vor rund 280 Millionen Jahren im Unterperm entstanden war. Er unterlagert einen Großteil der südwestlichen Halbinsel Großbritanniens und tritt in Dartmoor, Bodmin Moor, um St Austell, Carnmenellis, am Land’s End und auf den Isles of Scilly zu Tage. Im  engen Zusammenhang mit der Intrusion stehen sehr bedeutende Mineralvorkommen, insbesondere das Zinnerz Cassiterit, das bereits seit 2000 v. Chr. hier abgebaut wird. Ebenfalls zugegen sind Erze von Kupfer, Blei, Zink und Wolfram. Von Bedeutung ist auch der Abbau von Kaolin für die Porzellanmanufaktur.

## Etymologie

Lagekarte des Cornubischen Batholiten in Südwest-England

Die Bezeichnung Cornubischer Batholith leitet sich von Cornubia ab – im Mittellatein der Name für Cornwall.

## Geographie

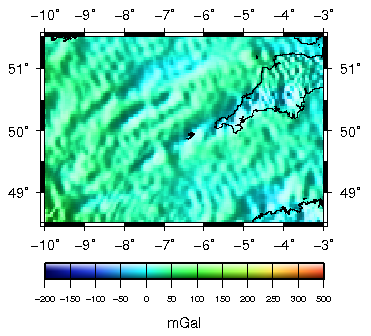
Bouguer-Schwereanomaliekarte vom Südwesten Großbritanniens – deutlich zu erkennen die negativen Schweretröge des Cornubischen Batholithen und des Granits von Haig Fras

Der Cornubische Batholith entstand als Kristallisationsprodukt einer Schmelze (Magma) unterhalb der Erdoberfläche. Schweremessungen und geomagnetische Untersuchungen belegen, dass sich die 250 Kilometer lange und 40 bis 60 Kilometer breite Intrusion von etwa 8° W (rund 100 Kilometer südwestlich der Isles of Scilly) bis an den Ostrand von Dartmoor erstreckt. Da Granit gegenüber durchschnittlicher kontinentaler Kruste leichter ist, kann die Intrusion an einer negativen Schwereanomalie erkannt werden. Diese verläuft in etwa geradlinig von Westsüdwest nach Ostnordost. Der etwas weiter nördlich in der Keltischen See gelegene Haig Fras Granite verfolgt dieselbe Richtung.
Bis zum Einsatz von Schweremessungen, die erst Modelle für Mächtigkeit und räumliche Ausdehnung des Batholithen ermöglichten, waren die Umrisse des Batholiten als auch die Anordnung seiner ihn aufbauenden granitischen Einzelplutone vollkommen spekulativer Natur. Die ursprüngliche Arbeit von Martin Bott legte nahe, dass der Batholith in etwa die Form eines Trapezoids hatte, dessen Basis 10 bis 12 Kilometer breit war. Mittlerweile wird jedoch eher die Gestalt eines Lakkolithen bzw. eines Lopolithen für wahrscheinlicher gehalten. Aufgrund von Vergleichen mit anderen Intrusionsbeispielen darf unter Zuhilfenahme der Ausstrichsbreite angenommen werden, dass die Einzelplutone zwischen 3 und 5 Kilometer mächtig sind. Das Gesamtvolumen des Batholithen wurde im Jahr 1989 auf rund 68.000 Kubikkilometer geschätzt.

## Entstehung

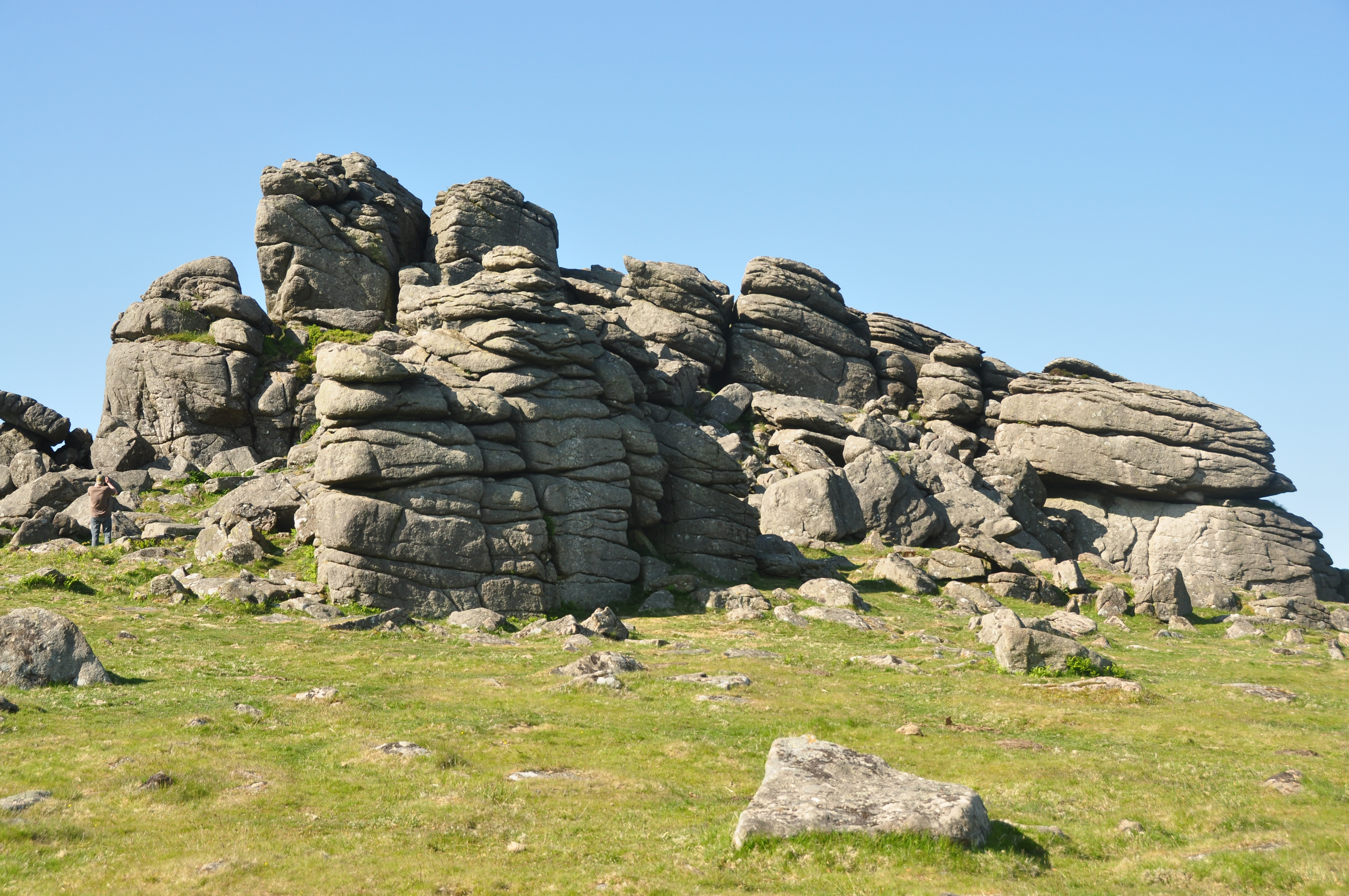
Hound Tor in Dartmoor mit schönen horizontalen und vertikalen Kluftscharen

Der zum Rhenoherzynikum gehörende Cornubische Batholith ist ein zusammengesetzter Batholith, der sich über einen Zeitraum von 25 Millionen Jahren zwischen 300 und 275 Millionen Jahren im Unterperm gebildet hatte. Insofern stellen seine Granite eine Spätphase innerhalb der Variszischen Orogenese dar. Es wird davon ausgegangen, dass nach erfolgter Kollision Krustendehnung im orogenen Endstadium den Aufstieg der Magmen in höhere Krustenbereiche ermöglicht hatte. Neodym- und Strontiumisotopen legen nahe, dass die konstituierenden Magmen einem partiellen Aufschmelzen der Unterkruste zu verdanken sind, in welche zusätzlich mengenmäßig untergeordnete, aus dem Erdmantel stammende Basaltschmelzen und Lamprophyre eingedrungen waren. Die Unterkruste dürfte aus proterozoischen Metasedimenten und Metavulkaniten bestanden haben.
Die granitischen Schmelzen waren vor allem an flüchtigen Elementen, aber auch an Seltenen Erden angereichert. Ihr Aufstieg dürfte als zäher Kristallbrei erfolgt sein. Nachdem sich die zirka 800 °C warmen und unter einem Druck von 0,5 GPa stehenden anatektischen Schmelzen schließlich auf rund 700 Grad Celsius abgekühlt hatten, verfestigte sich der Kristallbrei allmählich und erstarrte. Bedingt durch einen hohen Gehalt an radioaktiven Elementen und der dadurch intern erzeugten Wärme kam es aber zu einem erneuten punktuellen Aufschmelzen des Breis und somit zu weiteren magmatischen Pulsen – weswegen der Batholith jetzt aus mehreren Einzelintrusionen zusammengesetzt ist, deren Kontakte oft durch pegmatitische Stockscheider voneinander abgetrennt sind.
Im tiefer temperierten Bereich erfolgte dann später spröde Deformation mit Bildung von insbesondere senkrecht stehenden und auch horizontal liegenden Kluftscharen. Die horizontal liegenden Klüfte werden hierbei auf die Ausdehnung des Batholithen durch Druckentlastung zurückgeführt. Sie sind sehr schön an den so genannten Tors im Dartmoor und im Bodmin Moor zu sehen.
Das Deckgebirge aus nur schwach metamorphen Schiefern und Sandsteinen des Devons und Karbons (Metasedimente und Metavulkanite eines passiven Kontinentalrandes) wurde dann ganz langsam abgetragen, so dass die Granite in Gebieten wie in Dartmoor und Bodmin Moor schließlich an der Oberfläche austraten. Fortgesetzte Erosion setzte den Graniten stark zu, so dass diese jetzt oft nur noch als lose Einzelblöcke – so genannter clitter – erhalten sind.

## Platznahme
Der Platznahmemechanismus des Batholithen mit seinen Einzelplutonen wird nach wie vor kontrovers diskutiert – nicht zuletzt wegen des Raumproblems derartig massiver Intrusionen innerhalb der Oberkruste. Vier Mechanismen werden bisher in Erwägung gezogen: aktives Auskolken des Wirtsgesteins (Englisch stoping), Diapirismus, Ausdehnungstektonik (Grabenbildung) und Anhebung des überlagernden Gesteinspakets durch einen lakkolithischen Lagergang mit relativ kurzem, steilstehenden Förderbereich.
Für Stoping gibt es Anzeichen am Rand der Tregonning-Intrusion, wo mehrere Intrusivlagen vom Dach der Intrusion in das Nachbargestein eindringen.  Der Land’s End Granite wurde früher noch als Diapir angesehen, sein Aufdringen wird neuerdings jedoch an Verwerfungen geknüpft, welche sich in einem regionalen Dehnungsfeld gebildet hatten. Die Hauptrichtung der Verwerfungen im Cornubischen Batholithen verläuft generell Nordwest-Südost.

## Regionale Petrologie
Die Einzelplutone des Cornubischen Batholithen geben laut Simons und Kollegen (2016) fünf unterschiedliche Lithologien, benannt nach den vorherrschenden Mineralien, zu erkennen: Zweiglimmer- (G 1), Muskowit- (G 2), Biotit- (G 3), Turmalin- (G 4) und Topasgranit (G 5). Die Zweiglimmer- und Muskowitgranite sind älter, sie treten in Carnmenellis, im Bodmin Moor und in den Isles of Silly zu Tage. Die jüngeren Biotit- und Turmalingranite erscheinen am Land’s End, in St Austell und in Dartmoor. Topasgranite finden sich in den Plutonen von Tregonning, Land’s End und St Austell.
Der volumenmäßig mit mehr als 90 Prozent bei weitem vorherrschende mittel- bis grobkörnige Zweiglimmergranit G 1 besteht modal zu 34 % aus Quarz, 32 % Alkalifeldspat, 22 % Plagioklas, 6 % Biotit, 4 % Muskowit, 1 % Turmalin und zu 1 % aus anderen Mineralen – mit teils leichten Variationen in diesen Verhältnissen. Er stellt somit einen entwickelten S-Typus dar. Neben den genannten Hauptmineralen erscheinen akzessorisch Allanit, Almandin, Andalusit, Apatit, Cordierit, Fluorit, Ilmenit, Topas und Zirkon, die radioaktiven Minerale Monazit, Xenotim und Uraninit sowie die Subsolidusbildungen Chlorit, Rutil und Titanit.
Der G 2-Granit ist dem G 1-Granit recht ähnlich, besitzt jedoch mehr Muskovit. Er tritt nur in kleinen Vorkommen auf.
Es wird vermutet, dass der G 1-Granit aus einer Metagrauwacke durch Aufschmelzen von 20 Prozent Muskovit und nur wenig Biotit entstanden war, wobei die physikalischen Bedingungen bei 731 bis 806 °C und mehr als 0,5 GPa lagen. Bei den jüngeren G 3-Graniten war bei gleicher Quelle das Aufschmelzen von Biotit ausschlaggebend, der Vorgang war mit 768 bis 847 °C höher temperiert, die Drucke lagen jedoch mit rund 0,4 GPa etwas niedriger. Anhand der geochemischen Daten lassen sich zwei Fraktionierungsreihen erkennen – G 1 → G 2 und G 3 → G 4. Die höher entwickelten G 2- und G 4-Granite entstanden durch 10- bis 30-prozentige Fraktionierung eines Mineralgemisches aus Plagioklas, Alkalifeldspat und Biotit - was sich anhand der Hauptelemente, sowie Barium, Strontium und Rubidium ableiten lässt. Metasomatische Umwandlungen in den G 2- und G 4-Graniten lassen sich durch Sekundärbildungen von Muskovit und Turmalin erkennen, aber auch durch eine Trendänderung in den Haupt- und Spurenelementen, insbesondere bei P2O5 und bei Rubidium. Der G 5-Granit stellt einen vollkommen eigenen Magmentyp dar. Als Erklärung wird mittlerweile das partielle Aufschmelzen eines Biotit-reichen Restits herangezogen, welcher in den Magmen von G 1 und/oder G3 zurückgeblieben war. Erleichtert wurde dessen Aufschmelzen durch granulitfazielle Fluida der Unterkruste.

### Dartmoor

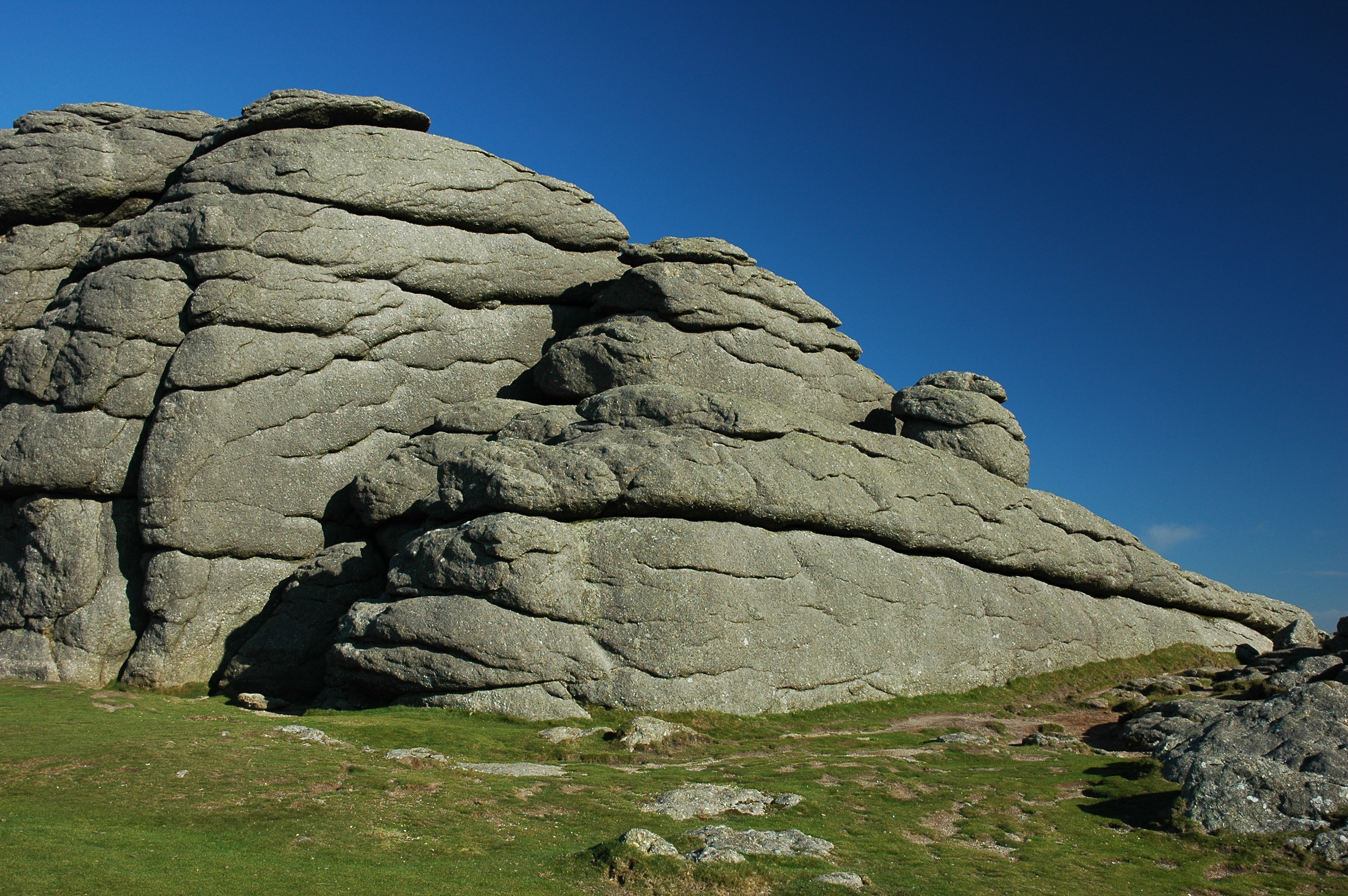
Granitvorkommen am Haytor in Dartmoor

Der Dartmoor Granite bildet mit 650 Quadratkilometer die größte und am weitesten nach Osten reichende Einzelintrusion. Er besteht aus zwei Hauptfazies, einem grobkörnigen Granit mit vielen Alkalifeldspat-Megakristallen  (Fazies G 3a) und einem grobkörnigen Granit, der recht arm an Megakristallen ist (G 3b). Im Südwesten führt der grobkörnige Granit etwas kleinere Megakristalle und stellenweise treten auch mittelkörnige und  kleinkörnige Granite auf (G 3c und G 3d). Auch Turmalingranite mit globularem Quarz (G 4b) finden sich punktuell. Schweremessungen am Dartmoor-Pluton lassen auf ein  schichtartiges Vorkommen schließen, das nahezu 10 Kilometer mächtig wird. Die im Süden gelegene Wurzel fußt bei 17 Kilometer Tiefe. Möglicherweise handelt es sich hier um einen Fördergang, in dem das Magma in seichtere Krustenbereiche aufgedrungen war. Es hat den Anschein, als sei der Schichtkörper an der Grenze zwischen Devon und Karbon intrudiert. Altersbestimmungen an Monazit mittels der Uran-Blei-Methode erbrachten 278,2 ± 0,8 und 280,4 ± 1,2 Millionen Jahre. Geochemisch unterscheidet sich der Dartmoor Granite deutlich von den anderen Graniten im Batholith und stellt daher einen eigenen, separaten, magmatischen Puls dar.

### Bodmin Moor

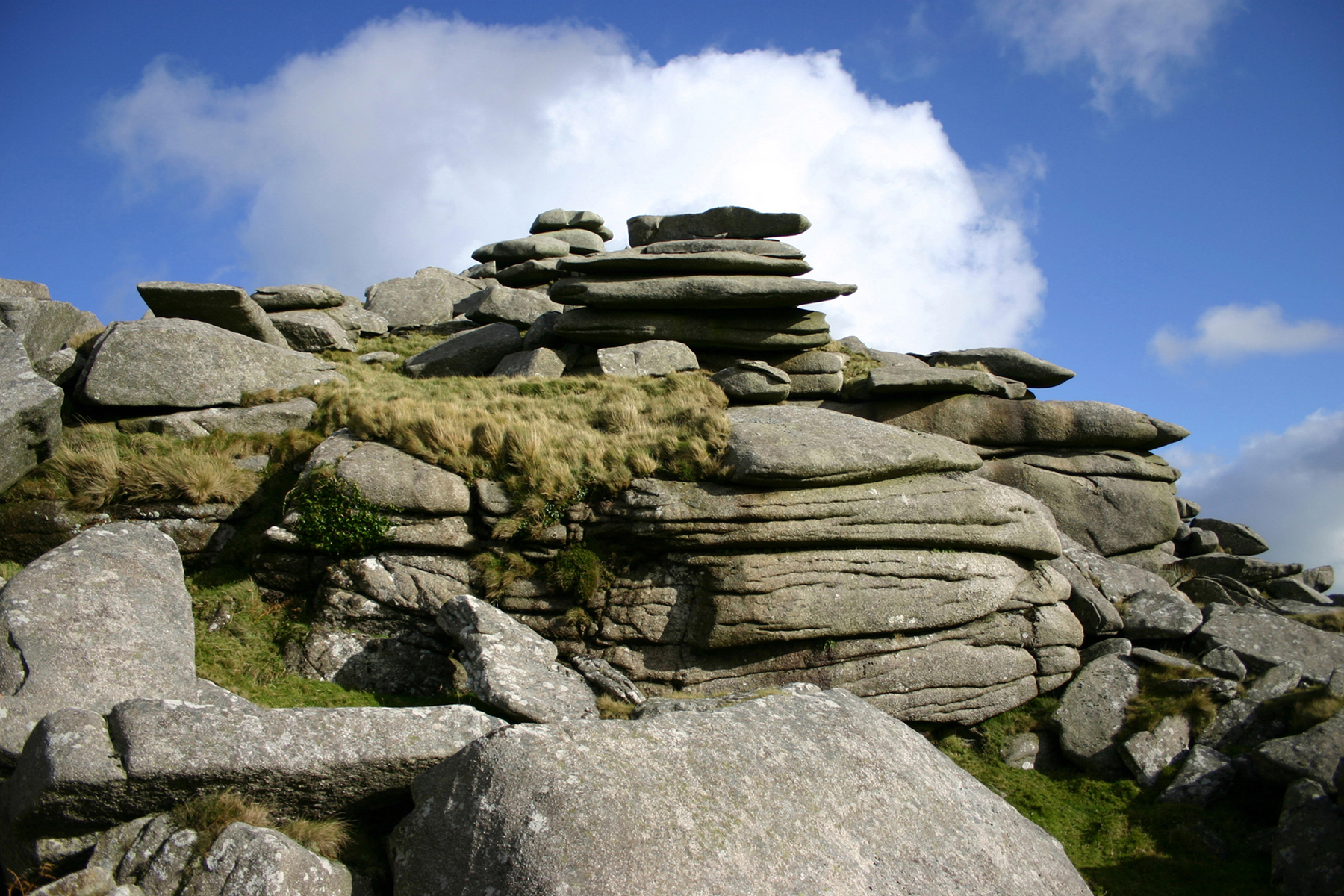
Der Bodmin Moor Granite am Rough Tor

Der Bodmin Moor Granite (220 Quadratkilometer) besteht vorwiegend aus einem grobkörnigen Granit, der sehr reich an kleineren Megakristallen ist (G 1a). Im Zentralteil erscheint ein mittelkörniger Granit mit Phänokristallen variabler Größe (G 1b). Der Pluton weist an seinem Westrand und in seinem Zentrum noch kleinere Körper eines feinkörnigen Granits auf (G 1c). Schweremessungen zeigen, dass der Pluton eine keilförmige Gestalt besitzt, welche sich nach Südsüdosten verdickt und dort eine maximale Dicke von zirka 7 Kilometer erreicht. Altersmessungen an Monazit ergaben 291,4 ± 0,8 Millionen Jahre.

### St Austell
Der 85 Quadratkilometer umfassende St Austell Granite besteht auf seiner Osthälfte aus einem grobkörnigen, Megakristall-führenden Granit (Fazies G 3a). Der West- und Ostrand der Intrusion kennzeichnen sich durch sehr große Megakristalle aus, wohingegen diese im Zentrum fehlen. Zwischen dem Westende und dem Zentrum hat sich ein mittelkörniger Granit gebildet, dessen Glimmer lithiumhaltig sind (G 5a). Kleine Körper aus feinkörnigem Granit erscheinen im Zentrum und am Westrand (G 3d). Den westlichen Zentralabschnitt bilden Topasgranite (G 4) Der Pluton von St Austell ist ebenfalls keilförmig. Monazitalter ergeben 281,8 ± 0,4 Millionen Jahre.

### Carnmenellis
Der Intrusivkörper mit Carnmenellis Granite (135 Quadratkilometer) setzt sich aus dem eigentlichen Carnmenellis-Pluton und der wesentlich kleineren Intrusion von Carn Brea zusammen. Das Zentrum und der Ostrand der Intrusion bauen sich aus einem mittelkörnigen Granit auf, welcher nur wenige Megakristalle enthält (Fazies G 1b). Der Löwenanteil der Intrusion und die Massen von Carn Brea und Carn Marth sind ein grobkörniger, Megakristall-führender Granit mit kleinen Megakristallen (G 1a). Feinkörniger Granit (G 1c) wird nur in zwei kleinen Vorkommen im Westen angetroffen. Der Pluton wird als 3 Kilometer mächtiger Schichtkörper interpretiert, dessen zentrale Wurzel bis in eine Teufe von 7 Kilometer hinabreicht. Bohrungen bei Rosemanowes erreichten eine Tiefe von 2,5 Kilometer und konnten nur geringfügige Änderungen in der petrographischen Zusammensetzung des Granits in Abhängigkeit von der Tiefe feststellen. Monazitalter erbrachten 293,7 ± 0,6 Millionen Jahre.

### Tregonning und Godolphin
Der Tregonning Granite und der Godolphin Granite sind zwei eigenständige Intrusionskörper an der Südküste Cornwalls. Der Tregonning Granite ist gleichkörnig und vorwiegend als mittelkörniger, Lithiumglimmer-führender Topas-Granit ausgebildet (Fazies G 5), welcher nach Nordwesten feinkörnig wird. Seine chemische Zusammensetzung ist einzigartig und unterscheidet sich deutlich von den Graniten von Carnmenellis und Land’s End. Dies dürfte auf eine unterschiedliche Entstehungsweise zurückzuführen sein.
Der Godolphin Granite ist mineralogisch und chemisch mit dem nahegelegenen Carnmenellis Granite verwandt, jedoch feinkörniger als dieser.

### Land’s End

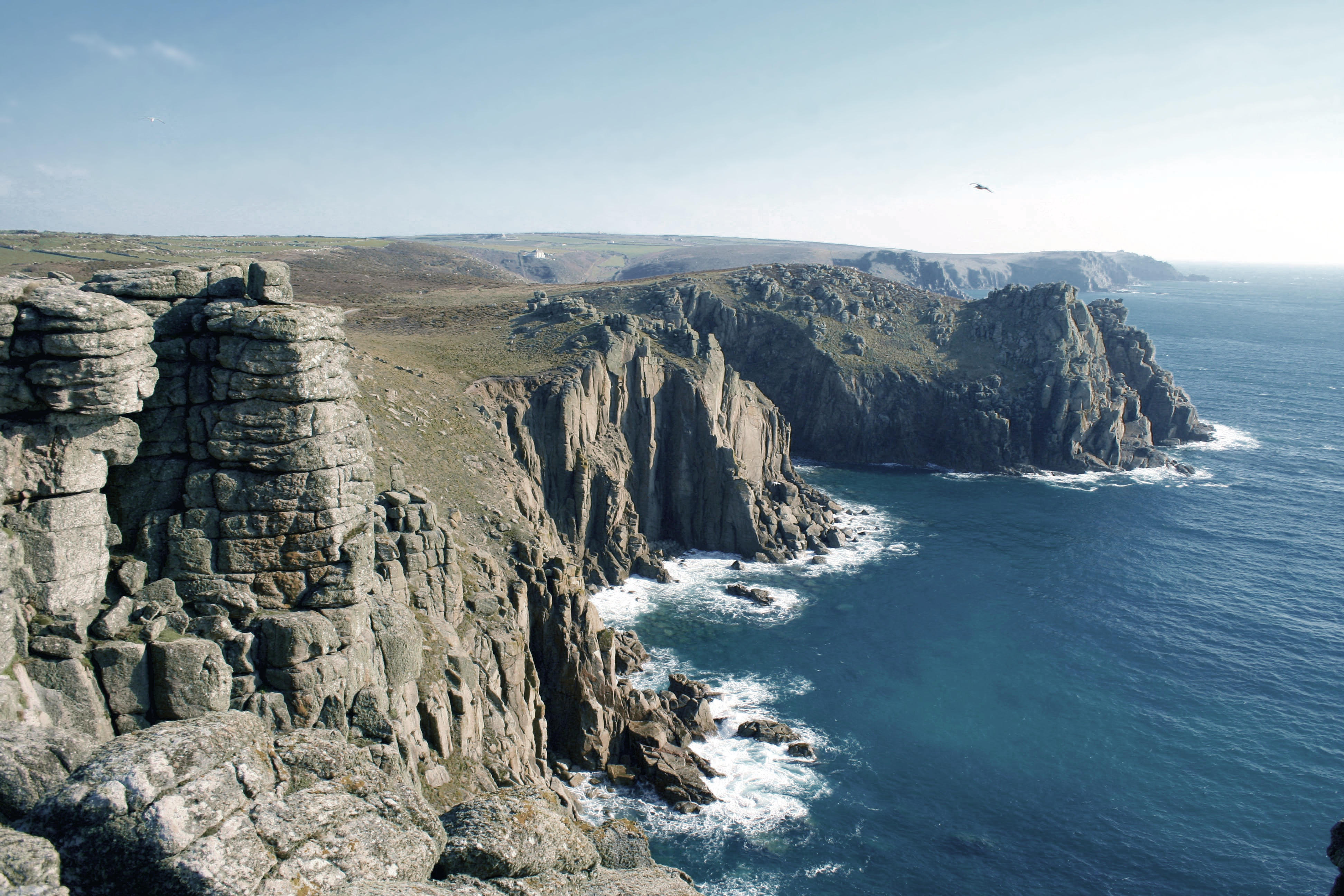
Granitfelsen bei Land’s End

Der Land’s End Granite (190 Quadratkilometer) ist ein überwiegend grobkörniger Granit, der reichlich Megakristalle führt (Fazies G 3a). Im Zentralbereich treten nur noch wenig Megakristalle auf. Feinkörniger Granit (Fazies G 4b) findet sich in mehreren Ansammlungen kleiner und mittlerer Größenordnung über den ganzen Pluton verteilt. Altersbestimmungen wurden an Xenotim und Monazit vorgenommen. Die Xenotimprobe aus der feinkörnigen Fazies ergab 279,3 ± 0,4 Millionen Jahre und die Monazitprobe aus der grobkörnigen Hauptfazies 274,8 ± 0,5 Millionen Jahre. Der Altersunterschied erklärt sich aus der Annahme, dass die feinkörnige Fazies das Dach der Intrusion darstellt und daher weit früher (und schneller) als die Hauptmasse der Intrusion kristallisierte.

### Isles of Scilly

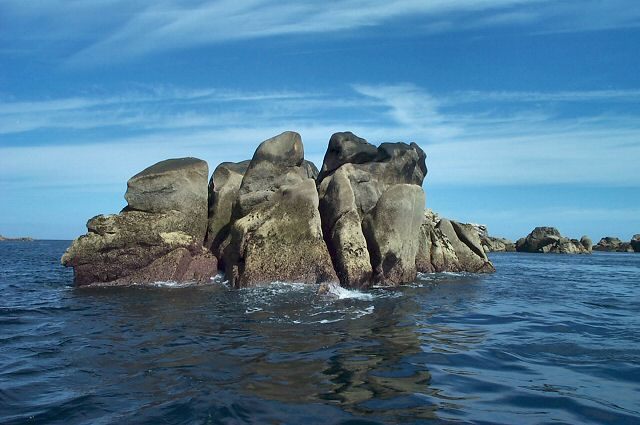
Granit bei Trenemene, Isles of Scilly

Die 120 Quadratkilometer umfassenden Isles of Scilly werden alle von Granit unterlagert (Fazies G 1a, G 1b und G 1c). Als Gesteinsart dominiert ein Megakristall-haltiger Biotitgranit, wobei die Megakristalle nicht allzu groß ausfallen. Das Zentrum des Plutons ist mittelkörnig und besitzt im Vergleich zur Hauptfazies nur wenige Megakristalle, weniger Biotit, dafür umso mehr Turmalin.  Die Monazitalter liegen bei 290,3 ± 0,6 Millionen Jahren.

### Haig Fras
Der Haig Fras Granite ist ein 45 Kilometer langer, untermeerischer Granitaufschluss. Er liegt 95 Kilometer nordwestlich der Isles of Scilly und befindet sich an seiner höchsten Stelle 38 Meter unterhalb der Meeresoberfläche. Im Gegensatz zu den meisten Graniten des Cornubischen Batholithen ist der Haig Fras Granite ein feinkörniger bis mittelkörniger Granit, der keinerlei Megakristalle enthält. Sein Intrusionsalter beläuft sich auf 277 Millionen Jahre. Wahrscheinlich handelt es sich hier um eine eigenständige, zum Cornubischen Batholithen parallel verlaufende, abgesonderte Intrusion.

### Weitere Intrusionen
Auf der südwestenglischen Halbinsel treten noch weitere Granitintrusionen zum Vorschein wie beispielsweise St Michael’s Mount, St Agnes (G 1a), Cligga Head (G 2), Carn Marth (G 2), Castle an Dinas, Kit Hill (G 2), Hingston Down (G 2) und Hemerdon Ball (G 2). In einigen Fällen wurden Granitkörper anhand der von ihnen im Überbau induzierten Mineralisierungen erkannt, obwohl die eigentlichen Intrusionen verborgen blieben. Kleinere Intrusionen finden sich im angrenzenden Wirtsgestein oder im Granit selbst. Dazu gehören gewöhnlich Pegmatite, Aplite und so genannte Elvans, eine rhyolithische Gangvarietät.

## Mineralogie und Geochemie

### Granit

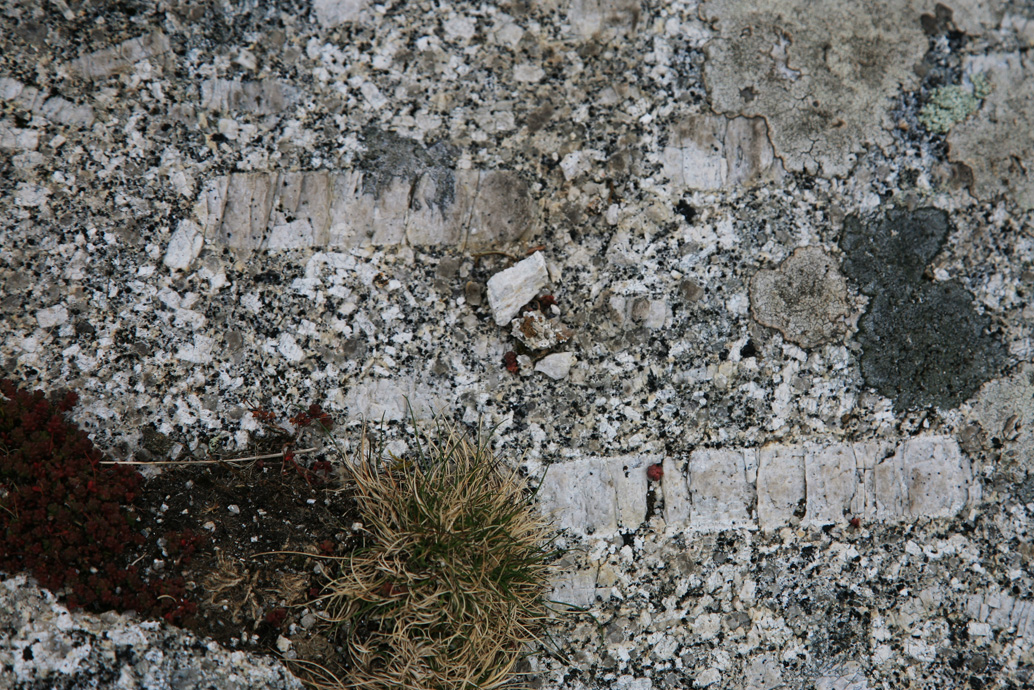
Grobkörniger Granit G 3a mit großen Alkalifeldspat-Megakristallen von Dartmoor

Der Cornubische Batholith wird aus Granit aufgebaut, dessen Magma anfangs nur langsam über einen Zeitraum von 4 bis 5 Millionen Jahren auf rund 320 °C abgekühlt war. Die Intrusion wurde hierbei von 2000 bis 3000 Meter mächtigen Schiefern und Metasandsteinen bedeckt. Der langsame Abkühlprozess gestattete es den sich bildenden Kristallen, Korngrößen zu erreichen, die mit dem Auge wahrgenommen werden können. Ihr Gefüge ist granular. Im Wesentlichen handelt es sich bei den neu entstandenen Kristallen um Quarz, Feldspat und Biotit. Gewöhnlich ist der Granit grobkörnig, stellenweise auch sehr grobkörnig oder gar pegmatitisch (mit Korngrößen bis zu 3 Zentimeter). Das hervorstechende Merkmal sind jedoch sehr große Phänokristalle von Alkalifeldspat (Orthoklas), die mehrere Zentimeter lang werden können.
Geochemie und Mineralogie der Granite sind variabel und verändern sich je nach Vorkommen. Im Klassifikationsschema von Chappell und White fallen sie jedoch alle unter den S-Typus (sedimentärer Typus), d. h. ihr Ausgangsgestein (Protolith) war ursprünglich sedimentärer Natur.

### Mineralogie

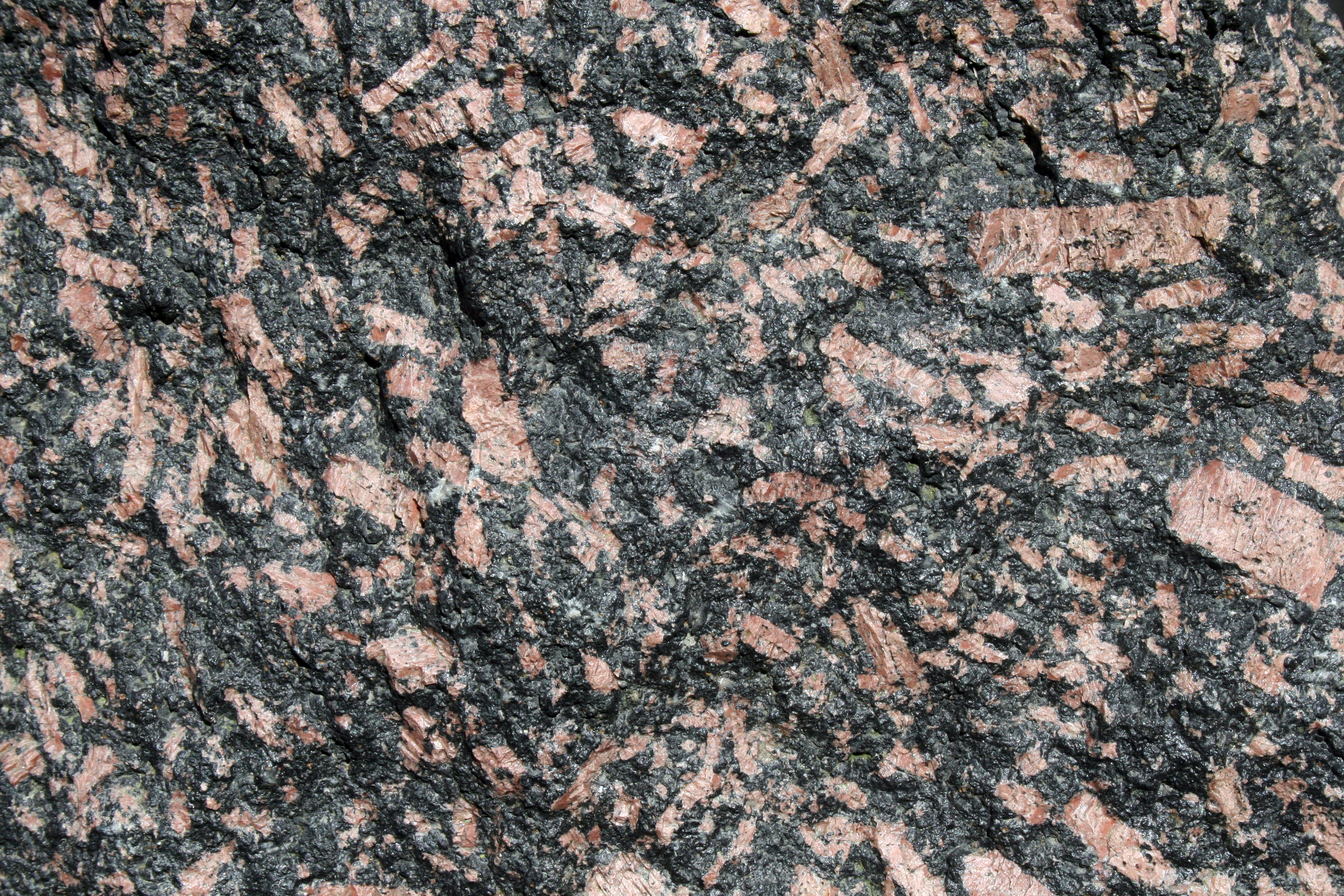
Luxullianit

Die Intrusionen des Cornubischen Batholithen beruhen vorwiegend auf monzogranitischem Zweiglimmergranit, der sowohl Muskowit als auch Biotit enthält. Lithiumglimmergranit ist recht selten und tritt nur im Pluton von St Austell und in einigen kleineren Intrusionen zum Vorschein. Viele Granite führen große Alkalifeldspat-Phänokristalle. An einigen Stellen wurde der ursprüngliche Granit zur turmalinführenden Varietät Luxullianit umgewandelt. Die Turmalinisierung ereignete sich im späten Abkühlungsstadium des Batholithen, wobei Feldspat und Glimmer teilweise durch Turmalin ersetzt wurden.

### Geochemie
| Oxid Gew. % | Durchschnitt | Dartmoor | Bodmin | St Austell | Land’s End G 3a | Carnmenellis G 1a | Isles of Scilly G 1a | Tregonning G 5a |
| ----------- | ------------ | -------- | ------ | ---------- | --------------- | ----------------- | -------------------- | --------------- |
| SiO2        | 72,35        | 73,69    | 71,41  | 72,32      | 70,46           | 71,74             | 71,52                | 71,13           |
| TiO2        | 0,26         | 0,22     | 0,22   | 0,22       | 0,38            | 0,24              | 0,24                 | 0,07            |
| Al2O3       | 14,52        | 13,63    | 15,22  | 14,43      | 14,81           | 15,20             | 14,84                | 15,91           |
| Fe2O3       | 0,30         | 0,16     | 0,21   | 0,28       | 0,32            |                   |                      |                 |
| FeO         | 1,56         | 1,62     | 1,22   | 1,33       | 2,19            | 1,82 tot          | 1,66 tot             | 1,39 tot        |
| MnO         | 0,06         | 0,08     | 0,05   | 0,04       | 0,07            | 0,04              | 0,02                 | 0,06            |
| MgO         | 0,41         | 0,40     | 0,41   | 0,36       | 0,65            | 0,43              | 0,36                 | 0,10            |
| CaO         | 0,79         | 0,54     | 0,89   | 0,68       | 0,85            | 0,93              | 0,81                 | 0,60            |
| Na2O        | 2,96         | 2,98     | 3,10   | 2,95       | 2,52            | 3,00              | 2,94                 | 3,79            |
| K2O         | 5,12         | 5,01     | 4,96   | 5,21       | 5,57            | 5,19              | 5,42                 | 4,71            |
| P2O5        | 0,25         | 0,18     | 0,29   | 0,28       | 0,29            | 0,23              | 0,23                 | 0,50            |
| H2O−        |              | 0,22     | 0,17   | 0,18       | 0,22            |                   |                      |                 |
| H2O+        |              | 1,00     | 1,01   | 0,78       | 1,00            |                   |                      |                 |

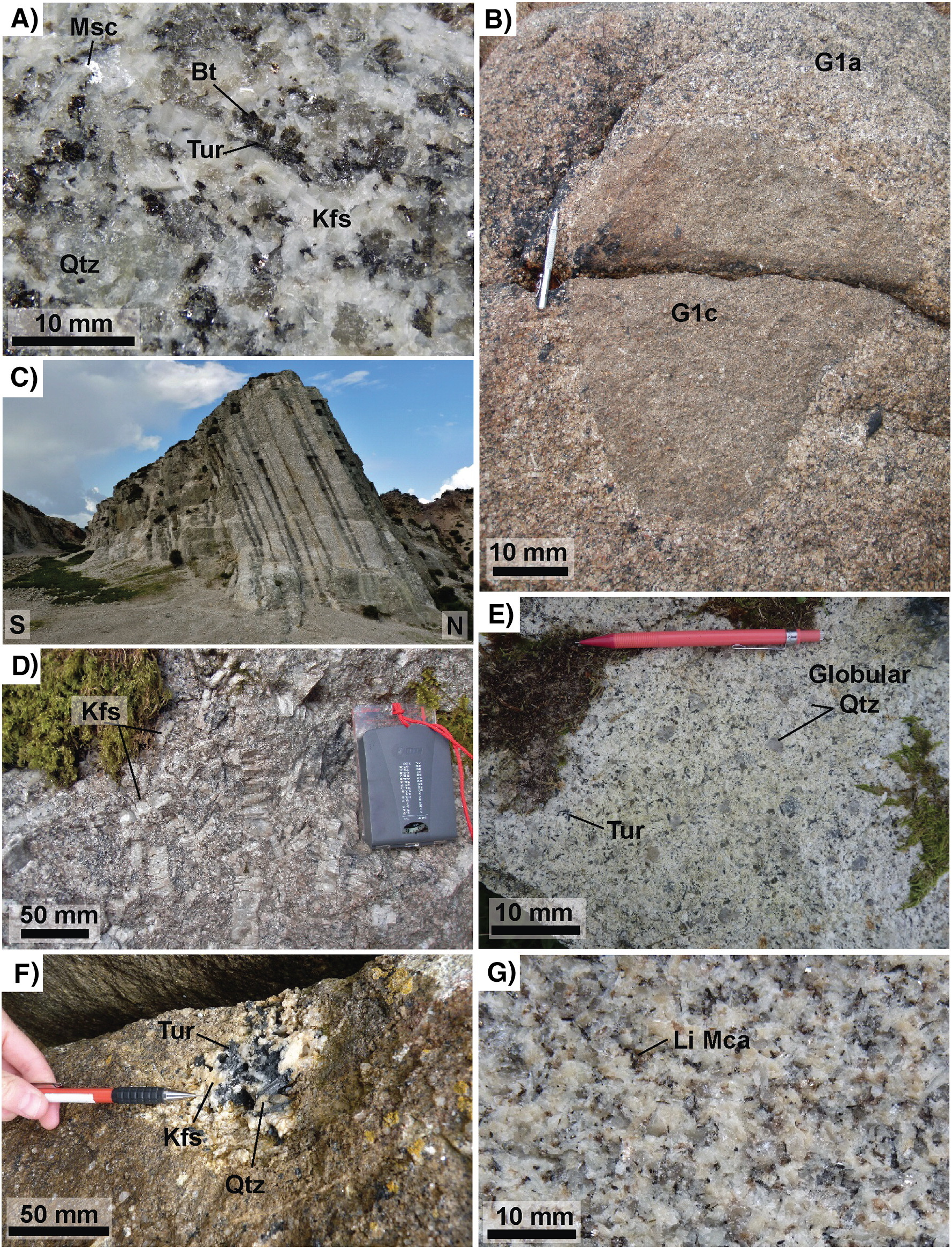
Geländeaufnahmen der unterschiedlichen Granitfazies: A) Carnmenellis-Granit G 1a B) Isles of Scilly, G 1c-Einschluss innerhalb von G 1a C) G 2 Granit von Cligga D) G 3a Granit von Dartmoor E) G 4b Granit von Land’s End F) G 3a Granit von Land’s End G) Topas-Granit G 5 von Tregonning

Die Zweiglimmergranite besitzen ein hohes Molekularverhältnis A/CNK, d. h. Al2O3/CaO + Na2O + K2O > 1,2 und sind somit deutlich peraluminos. Ihr Verhältnis Na/K ist niedrig, gleichzeitig ist die Gesamtkonzentration an Alkalien recht hoch. Die Granite zeigen eine hohe Anreicherung an Kalium, Lithium, Bor, Cäsium und Uran sowie eine mäßig angereicherte Konzentration an Fluor, Gallium, Germanium, Rubidium, Zinn, Blei, Tantal, Wolfram und Thallium. Relativ hohe Konzentrationen gelten auch für Phosphor. Abgereichert sind Strontium, Barium sowie die Elemente von Scandium bis Zink. Diese geochemischen Sachverhalte deuten auf partielles Aufschmelzen eines aus Grauwacken bestehenden Ausgangsgesteins. Modellrechnungen ergeben für das Aufschmelzen eine Temperatur von 770 °C bei einem Auflastdruck von 50 MPa.
Wegen des recht hohen Gehalts an radioaktiven Elementen – Uran 12 bis 23 ppm und Thorium 11 bis 17 ppm – zeichnet sich der Cornubische Batholith durch eine nicht zu vernachlässigende Wärmeproduktion mit erniedrigter geothermischer Tiefenstufe aus.
Geochemische Unterschiede lassen sich ebenfalls zwischen einer frühen Gruppe von Plutonen (Isles of Scilly, Carnmenellis und Bodmin Moor) und einer späteren (Land’s End, St Austell und Dartmoor) erkennen. Die erste Gruppe ist reicher an Aluminium und zeigt im Ce/Y-Diagramm einen steileren Kurvenanstieg. In der letztgenannten Gruppe sind Xenolithen aus mafischen Mikrograniten häufiger.
Bei der Ammoniumkonzentration kann eine Anreicherung gegenüber durchschnittlichen Graniten beobachtet werden. Zwischen den einzelnen Plutonen zeigen sich in der Ammoniumkonzentration große Unterschiede – beim Dartmoor Granite wurden nur 11 ppm gemessen, wohingegen der Bodmin Moor Granite einen Wert von 94 ppm aufwies. Hierbei korreliert die Ammoniumkonzentration in diesen Graniten eindeutig mit ihrem 87Sr/86Sr-Initialverhältnis und ihrer Peraluminosität. Recht hohe Ammoniumwerte werden entweder als Anzeichen für ein sedimentäres Ausgangsgestein gedeutet oder als krustale Kontamination nach dem Aufdringen in die Oberkruste.

### Kontaktmetamorphose und Metasomatose
Die Kontakte der Granite zum Nebengestein sind scharf. Entlang den Rändern vieler Einzelintrusionen wurden die Wirtsgesteine durch die abgegebene Wärme des Batholithen kontaktmetamorph verändert. Die Kontaktaureole kann bis zu einer Entfernung von 3 bis 4, manchmal auch bis 6 Kilometer ins Nebengestein verfolgt werden. Die Effizienz dieses Prozesses hängt hierbei von der jeweiligen anstehenden Gesteinsart sowie von deren Entfernung zum Intrusionsrand ab. Feinkörnige Sedimente wurden in Hornfelse verwandelt, wobei neue Minerale wie beispielsweise Amphibole und Pyroxene heranwuchsen. In größerer Entfernung ist die Kontaktmetamorphose nur noch an dem fleckenartigen Auftreten der betroffenen Gesteine (als Fleckenschiefer) zu erkennen. In kalkigen Sedimenten entstanden neben Ammphibolen und Pyroxenen auch Granate. Grünsteine wurden generell zu Hornblende-Plagioklasgesteinen verwandelt.
Die Granite des Cornubischen Batholithen zeichneten sich durch sehr hohe Gehalte flüchtiger Komponenten aus. Diese haben – in Flüssigkeiten gelöst – den Wirtsgesteinen und auch dem Granit selbst metasomatisch sehr stark zugesetzt. In der ersten Phase der metasomatischen Veränderungen kam es zu einer Anreicherung von Alkalien, die das Innere und die Randbereiche des Granits betraf. Auf eine anfängliche Kalium-Metasomatose folgte sodann eine Natrium-Metasomatose. In der Schlussphase reicherten sich Säuren an und Alkalien wurden wieder abgeführt (Säure-Metasomatose). Das Endergebnis war die Bildung von Greisen und eine generelle Turmalinisierung.

## Alter
Ein ungefähres relatives Alter des Cornubischen Batholiten konnte anhand der stratigraphischen Verhältnisse noch vor dem Einsatz von radiometrischen Datierungsmethoden ermittelt werden. Die jüngsten variszischen Metamorphite, in die der Batholith eindrang, sind die karbonischen Crackington- und Bealsmill-Formation. Sie besitzen Alter aus dem Namurium und dem Westfalium und ergeben somit ein Maximalalter der Intrusion von 310 Millionen Jahren.
Die frühesten Granitklasten stammen aus den oberpermischen St. Cyres Beds der Exeter Group, das Minimalalter des Cornubischen Batholithen beträgt somit rund 250 Millionen Jahre.
Diese Verhältnisse konnten von der absoluten Altersdatierung bestätigt werden. Es wurde außerdem ersichtlich, dass die Einzelintrusionen über einen recht großen Zeitraum verteilt sind. Die älteste, radiometrisch datierte, bedeutende Einzelintrusion ist der Carnmenellis-Pluton mit 293,1 ± 3 Millionen Jahren. Die jüngste Granitintrusion findet sich im Südlappen des Plutons von Land’s End mit einem Alter von 274,5 ± 1,4 Millionen Jahren. Der kleine Hemerdon-Pluton an der Südwestflanke des Dartmoor-Plutons besitzt sogar ein Alter von 298,3 ± 2,3 Millionen Jahren. Die Intrusionsgeschichte des Cornubischen Batholithen erstreckt sich somit über rund 25 Millionen Jahre. Eine systematische räumliche Variation in der Altersverteilung konnte nicht festgestellt werden, es besteht aber sehr wohl eine Altersabhängigkeit vom Granittypus. Die Fazies G 1 und G 2 sind am ältesten und erstrecken sich über den Zeitraum 293,7 bis 281,7 Millionen Jahre. Die Fazies G 3, die assoziierte Fazies G 4 und auch G 5 sind jünger und beanschlagen den Zeitraum 281,8 bis 272,3 Millionen Jahre. Insgesamt lässt sich schlussfolgern, dass der Cornubische Batholith durch ein Zusammenwachsen von Einzelintrusionen während des Cisuraliums entstanden war.

## Mineralisierung

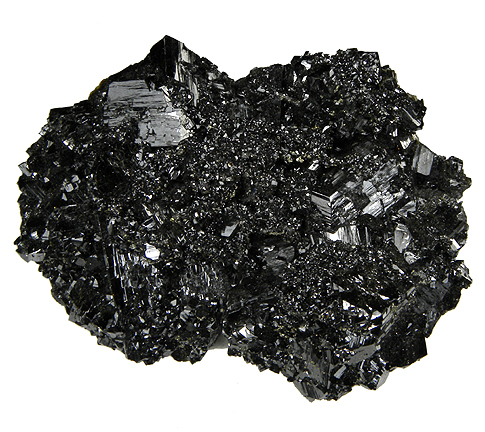
Cassiterit aus der Botallack Mine

In Batholitennähe finden sich große postmagmatische, hydrothermale Minerallagerstätten, die schon seit tausenden von Jahren abgebaut wurden. Der Zinnabbau beispielsweise geht bis auf 2000 v. Chr. zurück. Die Minerale bildeten sich über einen Zeitraum von 286 bis 265 Millionen Jahren, als Flüssigkeiten im sich allmählich abkühlenden heißen Granit über Bruchsysteme entwichen. Die Erze reicherten sich in Adern an oder wurden später von Flussläufen als Alluvium abgelagert und angereichert. Die Erzgänge folgen meist steilstehenden Klüften oder Brüchen, die sowohl den Granit als auch dessen Wirtsgestein durchziehen. Sie können mehrere Kilometer aushalten und durchschnittlich zwischen 0,5 und 3 Meter breit werden.
Im Cornubischen Batholithen wurden bisher 2,77 Millionen Tonnen an Zinn, 2,0 Millionen Tonnen Kupfer, 2,0 Millionen Tonnen Eisenerz, 250.000 Tonnen Blei und 250.000 Tonnen an Arsenat gefördert.
Im Mineralisationsprozess lassen sich vier Stufen unterscheiden, die verschiedene Bedingungen während der Abkühlung widerspiegeln. Jede einzelne Stufe entspricht einem Temperaturbereich, der spezifische, ökonomisch bedeutende Metallanreicherungen und deren Gangarten aufweist. Die ersten drei Stufen stehen mit dem Eindringen und langsamen Abkühlen des Batholithen in Zusammenhang, wohingegen die vierte Stufe wahrscheinlich auf die beim radioaktiven Zerfall erzeugte Wärme zurückzuführen ist.

### Stufe 1 – Exoskarne
Die früheste Mineralisierung hatte bereits noch während des Eindringens des Granits eingesetzt. Vom Si-, Al-, Fe- und Mg-reichen Magma abgesonderte heiße Lösungen drangen in Schiefertone und Metabasalte ein, lösten diese und verwandelten sie metasomatisch in Exoskarne. Zu den für diese Stufe typischen Mineralneubildungen gehören Granate, Pyroxene, Epidot, chlorreiche Amphibole, Malayait, Vesuvianit, Siderit und Axinit. Die Skarne können bauwürdige Konzentrationen an Zinn, Kupfer, Eisen und Arsen enthalten. Die Temperaturen für die erste Stufe betrugen 450 bis 375 °C.

### Stufe 2 – Greisen und Turmalinisierung

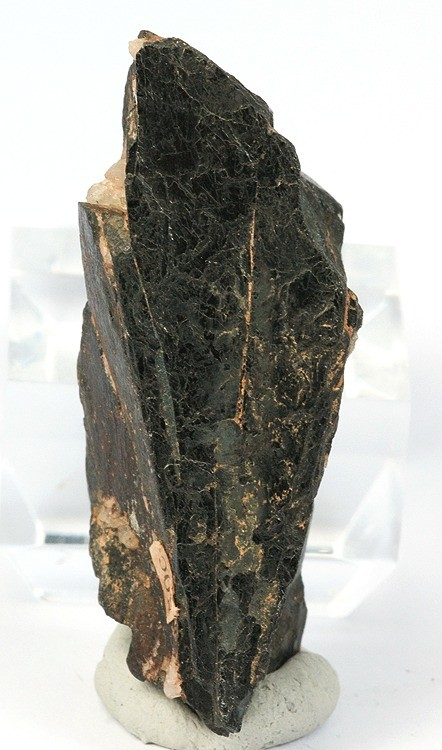
Wolframit aus dem Distrikt Camborne - Redruth - St Day

Die zweite Mineralisierungsphase sah die Umwandlung von Granit zu Greisen und Turmalin (Temperaturbereich 450 bis 350 °C). Bewerkstelligt wurde dies durch die Einwirkung von spätmagmatischen Flüssigkeiten, die an flüchtigen Bestandteilen angereichert waren. Assoziiert mit den Greisen sind Adern von Cassiterit (Zinnoxid SnO2) und Wolframit – ein Eisen-, Mangan- und Wolframmineral, (Fe,Mn)WO4. Cassiterit wurde aus Flüssigkeiten abgeschieden, die eine recht hohe Salinität (5 bis 10 Gewichtsprozent) besaßen, aber nur eine geringe Kohlendioxid-Konzentration. Wolframit hingegen stammt aus Flüssigkeiten niederer Salinität mit hoher CO2-Konzentration. Die Muskowite in den Greisen ergeben dieselben Abkühlalter wie Muskowite in den dazugehörigen Graniten.

### Stufe 3 – Hauptvererzungsphase Zinn/Kupfer
Die dritte Stufe ereignete sich später im Abkühlungsprozess und war mit 400 bis 200 °C tiefer temperiert. In den Wirtsgesteinen zirkulierende Flüssigkeiten mit einer Salinität von 3 bis 15 Gewichtsprozent lösten Zinn, Kupfer und Arsen und schieden sie in Adern mit generellem Ost-West-Streichen ab. Die typische Mineralfüllung dieser Adern besteht aus Quarz-Turmalin-Chlorit-Sulfid-Fluorit mit Zusätzen von Zinn, Kupfer, Blei, Zink, Eisen und Arsensulfiden. Die Mineralisation war 25 bis 40 Millionen Jahre nach der Intrusion des Carnmenellis-Plutons erfolgt. Diese Adern sind die wirtschaftlich bedeutendsten Mineralvorkommen im Cornubischen Batholithen.

### Stufe 4 – Querschläger
Die vierte und letzte Mineralisierungsstufe war am niedrigtemperiertesten – die Temperaturen lagen zwischen 170 und 100 °C. Assoziiert sind polymetallische Adern, die Blei, Zink, Silber und Uran enthalten. Die Adern sind als so genannte Querschläger (Englisch crosscourses) bekannt, da ihr nord-südliches bzw. nordwest-südöstliches Streichen die älteren, Ost-West-verlaufenden Erzgänge durchkreuzt. Als Gangfüllung fungieren Quarz, Baryt und Fluorit. Untersuchungen an Flüßigkeitseinschlüssen ergaben, das die mineralisierenden Lösungen hoher Salinität (bis 26 Gewichtsprozent) sedimentären Tiefenlösungen entsprechende Zusammensetzungen aufweisen, welche generell sehr reich an Natrium, Calcium und Chlor sind. In diesem Fall stammen sie aus permotriassischen Sedimenten, die einst die gesamte Region bedeckten. In den Southwest Approaches am Eingang zum Ärmelkanal sind diese Gesteine noch erhalten. Der Meerwassereinfluss in den Lösungen legt nahe, dass die Mineralisierungen am frühesten mit der Transgression in der oberen Trias begonnen hatte. Der hohe Wärmefluss des granitischen Batholithen war hierbei der Motor der Flüßigkeitszirkulationen.

### Kaolinabbau

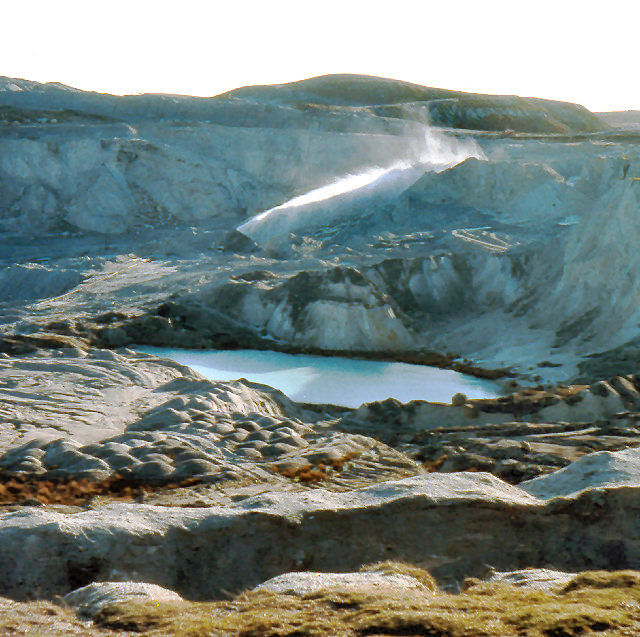
Kaolinabbau bei Lee Moor

Satellitenbilder des südwestlichen England lassen helle Flecken erkennen, welche auf den Abbau von Kaolin zurückgehen. An mehreren Stellen erscheinen in der Südwesthalbinsel Kaolinlagerstätten von wirtschaftlicher Bedeutung, insbesondere bei Lee Moor am Westrand von Dartmoor sowie im Distrikt von St Austell. Das Kaolin entstand aus der Zersetzung von Feldspäten in einem als Kaolinitisierung bekannten Prozess. Ursprung und Alter dieser Lagerstätten bildet nach wie vor Anlass zu Diskussionen. Allgemein wird davon ausgegangen, dass sie von zirkulierenden meteorischen Wässern (aus Regen oder Schnee) während der späten Abkühlphase des Batholithen verursacht wurden. Untersuchungen, die auf Isotopenverhältnissen von D/H oder 18O/16O beruhen, sehen die Ursachen der Kaolinisierung in den sehr warmen Oberflächenbedingungen (d. h. intensive Verwitterung) eines tropischen bis subtropisch-warmen Klimas während der Kreide und des Känozoikums.
Bisher wurden 150 Millionen Tonnen an Kaolin abgebaut.

### Weitere Verwendung
Die Granite werden noch in zahlreichen Steinbrüchen abgebaut. Sie finden generell als Baustein Verwendung, auch für Sakralbauten und Grabmale. Im Straßenbau werden sie als Begrenzungs- und Bordürensteine eingesetzt sowie zu Splitt und Schotter verarbeitet.

## Fazit
Der Intrusion des Cornubischen Batholithen in die Rhenoherzynische Zone des Variszischen Orogens in Südwestengland war eine bedeutende hydrothermale Mineralisation an lithophilen Buntmetallen gefolgt. Beide Prozesse waren in der Endphase der orogenen Kollision bzw. unmittelbar danach abgelaufen. Ermöglicht wurden sie durch den durch Dehnung/Zerrung hervorgerufenen spätorogenen Kollaps, der an einer Vielzahl von flachen als auch steileren Abschiebungen stattgefunden hatte. Das große anatektische Schmelzvolumen, das Eindringen mafischer Mantelmagmen an der Basis, die Exhumierung der Metamorphite als auch der zeitgleiche Vulkanismus, wie er in der lamprophyrischen und basaltischen Exeter Volcanic Series manifestiert wird, deuten alle auf einen substantiellen subkrustalen Wärmezustrom in einen Krustenabschnitt, der von aktiver Krustenverdünnung betroffen war.